# Jezioro Białe (koło Białej Giżyckiej)
Jezioro Białe – jezioro w woj. warmińsko-mazurskim, w powiecie giżyckim znajdujące się na terenie gminy Wydminy.
Powierzchnia zwierciadła wody wynosi 42 ha. Zbiornik osiąga maksymalną głębokość na poziomie 19 m, a jego średnia głębokość wynosi 7 m. Lustro wody znajduje się na wysokości 144,8 m n.p.m.